# Phyllophaga tzintzontliana
Phyllophaga tzintzontliana är en skalbaggsart som beskrevs av Moron 1992. Phyllophaga tzintzontliana ingår i släktet Phyllophaga och familjen Melolonthidae. Inga underarter finns listade i Catalogue of Life.